# Ausseer Rettenbachalm
Die Ausseer Rettenbachalm ist eine weite Alm in der Gemeinde Altaussee im österreichischen Bundesland Steiermark. Die Alm liegt am Westfuß des Greimuths, im Südwesten des Toten Gebirges, in einer Seehöhe von 843 m ü. A. Auf der Alm befinden sich mehrere Almhütten, die teilweise unter Denkmalschutz (Listeneintrag) stehen. Die Alm befindet sich etwa ein Kilometer östlich der Blaa-Alm, von der eine Forststraße zur Alm führt. Talauswärts durch das Rettenbachtal nach Bad Ischl liegt die oberösterreichische Rettenbachalm.

## Karten
- ÖK 50, Blatt 96 (Bad Ischl)